# Restituto Zenarruza
Restituto Zenarruza (Salta, junio de 1813 - San Salvador de Jujuy, 18 de julio de 1870) fue un funcionario y legislador que alcanzó la gobernación de la Provincia de Jujuy.

## Biografía
Restituto Zenarruza nació en la ciudad de Salta y fue bautizado el 6 de junio de 1813, hijo del jurisconsulto y legislador Andrés Zenarruza y Palacios y de Magdalena Gil de la Zerda. En 1829 se radicó con su familia en la ciudad de San Salvador de Jujuy.
En 1834 fue nombrado Secretario de la Legislatura y como tal fue uno de los signatarios del acta de Autonomía de la provincia el 18 de noviembre de 1834.
Al igual que su padre adhirió al Partido Unitario y José Mármol en su obra Amalia lo hace partícipe de la Coalición del Norte.
Fue vocal del Superior Tribunal de Justicia de Jujuy en 1847, jefe político del departamento de Río Negro en 1850 y nuevamente Secretario de la Legislatura en 1852.
Tras la caída de Juan Manuel de Rosas, fue diputado ante la Legislatura jujeña por el departamento de Santa Catalina (1854 a 1858), Tumbaya (a cuya banca renunció el 10 de enero de 1861), Río Negro (1862 y 1863) y Capital (1865 completando el período de Tomás R. Alvarado).
En 1856 el gobernador Plácido Sánchez de Bustamante le había ofrecido el ministerio general de gobierno pero Zenarruza no aceptó.
En 1864 fue designado nuevamente vocal del Superior Tribunal de Justicia. El 12 de mayo de 1866 fue designado miembro de la Comisión de redacción del Código Rural de la provincia. En 1867 fue designado miembro del jurado de enjuiciamiento de magistrados, cargo que mantuvo hasta el 11 de diciembre de 1868, cuando fue designado Ministro general de gobierno de Soriano Alvarado, puesto que ocupó hasta el 16 de marzo de 1870.
El 13 de marzo de 1870 fue elegido gobernador con el apoyo de Alvarado y el acuerdo de todos los partidos, tomando posesión de su cargo tres días más tarde actuando como ministro general el doctor Pablo Carrillo. 
En su breve administración fomentó la educación primaria y promovió la aprobación por la Legislatura de una ley creando el Registro de Hipotecas.
Después de una breve enfermedad, el 18 de julio de 1870 falleció en el ejercicio del cargo. Algunos rumores atribuían su muerte a su médico particular afirmando que lo había envenenado.
La sorpresiva muerte de Zenarruza inició una de las mayores crisis de la provincia. Tras asumir provisionalmente el poder el presidente de la Legislatura Mariano Iriarte, su pretensión de perpetuarse como gobernador propietario provocaría su deposición el 3 de noviembre de 1870.
Su ministro Carrillo afirmó que "era un magistrado distinguido, padre afectuoso, amigo noble, patriota de corazón que simbolizaba en su gobierno el principio fundamental de la democracia, la voluntad y la unidad popular"
Zenarruza estaba casado con María Teresa López del Villar. Su hijo Jorge José Zenarruza fue un destacado político y legislador jujeño que alcanzó también la gobernación en 1889. Su otro hijo, Gregorio Zenarruza, fue también legislador provincial y juez.